# Tucker (Missisipi)
Tucker – jednostka osadnicza w Stanach Zjednoczonych, w stanie Missisipi, w hrabstwie Neshoba.